# 로버트 에거스
로버트 에거스(Robert Eggers, 1983년 8월 3일 ~ )는 미국의 영화 감독, 영화 각본가, 프로덕션 디자이너이다. 2015년 영화 《더 위치》로 감독 데뷔했으며, 영화가 성공하면서 전세계적으로 이름을 알렸다.

## 작품 목록
- 더 위치 (2015)
- 라이트하우스 (2019)
- 노스맨 (2022)
- 노스페라투 (2024)